# دهستان کارمالینگ
دهستان کارمالینگ (به لاتین: Karmaling Gewog) یک دهستان در کشور بوتان است که در ناحیهٔ داگانا واقع شده‌است.